# Slobozia, Ștefan Vodă
Slobozia este un sat din raionul Ștefan Vodă, Republica Moldova.

## Denumirea satului
Satul Slobozia în bibliografie poate fi întâlnit cu denumirile:  „Slobozia Hanesei”, „Slobozia Hănesei”, „Slobozia Ganes”, „Slobozia Hăneșa”, „ Slobozia Ganeasa”, „Slobozia Hanes”, „Ganaeska”

## Așezarea geografică
Slobozia este amplasat în zona de Sud – Est a Republicii Moldova; la 4 km Sud – Est de centru raional, Ștefan Vodă; 120 km de capitala Republicii Moldova, orașul Chișinău; 36 km de orașul Căușeni; 10 km de la râul Nistru și 100 km de la Marea Neagră.
Relieful localității este determinat de câmpia văluroasă – deluroasă, cu unghiuri de înclinare mici, face parte din Stepa Bugeacului. Vatra satului este amplasată pe 2 văi și 3 dealuri: dealurile alungite cu direcția Nord – Sud. Văile sunt pătrunse de două pâraie care curg și se unesc pe o câmpie joasă numită „Valea Satului”; de la intersecție râul se numește Hagider, are o lungime de 94 km și se varsă în lacul Alibei.

## Populație
Populația satului, conform recensământului din 2007, este de aproximativ 4023 locuitori. 
Potrivit datelor Arhiva Națională a Republicii Moldova în 1827 locuiau 92 de familii dintre care 290 bărbați și 223 femei; la 14 mai 1835 în satul Slobozia Ganesî, plasa Olănești, județul Akkerman: bărbați-387, femei-229 adică un total de 616 persoane; în 1859 numărul de bărbați era de 349, numărul total de femei era de 308 totalul fiind de 657 persoane; în 1904 erau 187 de case în care locuiau „2000 de suflete”; între 1931-1932 se atestau 2672 de persoane; în 1994 - 3699 locuitori dintre care: bărbați-1737, femei-1962.

### Structura etnică
Structura etnică a localității conform recensământului populației din 2004:
| Grup etnic                                               | Populație | % Procentaj  |
| -------------------------------------------------------- | --------- | ------------ |
| Băștinași declarați Moldoveni Băștinași declarați Români | 3.743 28  | 97,96% 0,73% |
| Ucraineni                                                | 22        | 0,58%        |
| Ruși                                                     | 17        | 0,44%        |
| Bulgari                                                  | 3         | 0,08%        |
| Găgăuzi                                                  | 3         | 0,08%        |
| Alții                                                    | 5         | 0,13%        |
| Total                                                    | 3.821     |              |

## Administrație și politică
Componența Consiliului local Slobozia (13 consilieri), ales la 5 noiembrie 2023, este următoarea:
|  | Partid                                       | Consilieri | Componență | Componență | Componență | Componență | Componență | Componență |
|  | -------------------------------------------- | ---------- | ---------- | ---------- | ---------- | ---------- | ---------- | ---------- |
|  | Platforma Demnitate și Adevăr                | 6          |            |            |            |            |            |            |
|  | Partidul Acțiune și Solidaritate             | 2          |            |            |            |            |            |            |
|  | Partidul Socialiștilor din Republica Moldova | 2          |            |            |            |            |            |            |
|  | Partidul Național Liberal                    | 1          |            |            |            |            |            |            |
|  | Partidul Nostru                              | 1          |            |            |            |            |            |            |
|  | Partidul Democrația Acasă                    | 1          |            |            |            |            |            |            |

## Cultură
Cultura materială a satului Slobozia se manifestă conform Registrului monumentelor din Republica Moldova ocrotite de stat, aprobat prin Hotărârea Parlamentului Republicii Moldova nr. 1531 – XII din 22 iunie 1993 prin: biserica creștin ortodoxă „Sfânta Paraschiva” și monumentul în memoria combatanților căzuți în al doilea război mondial.

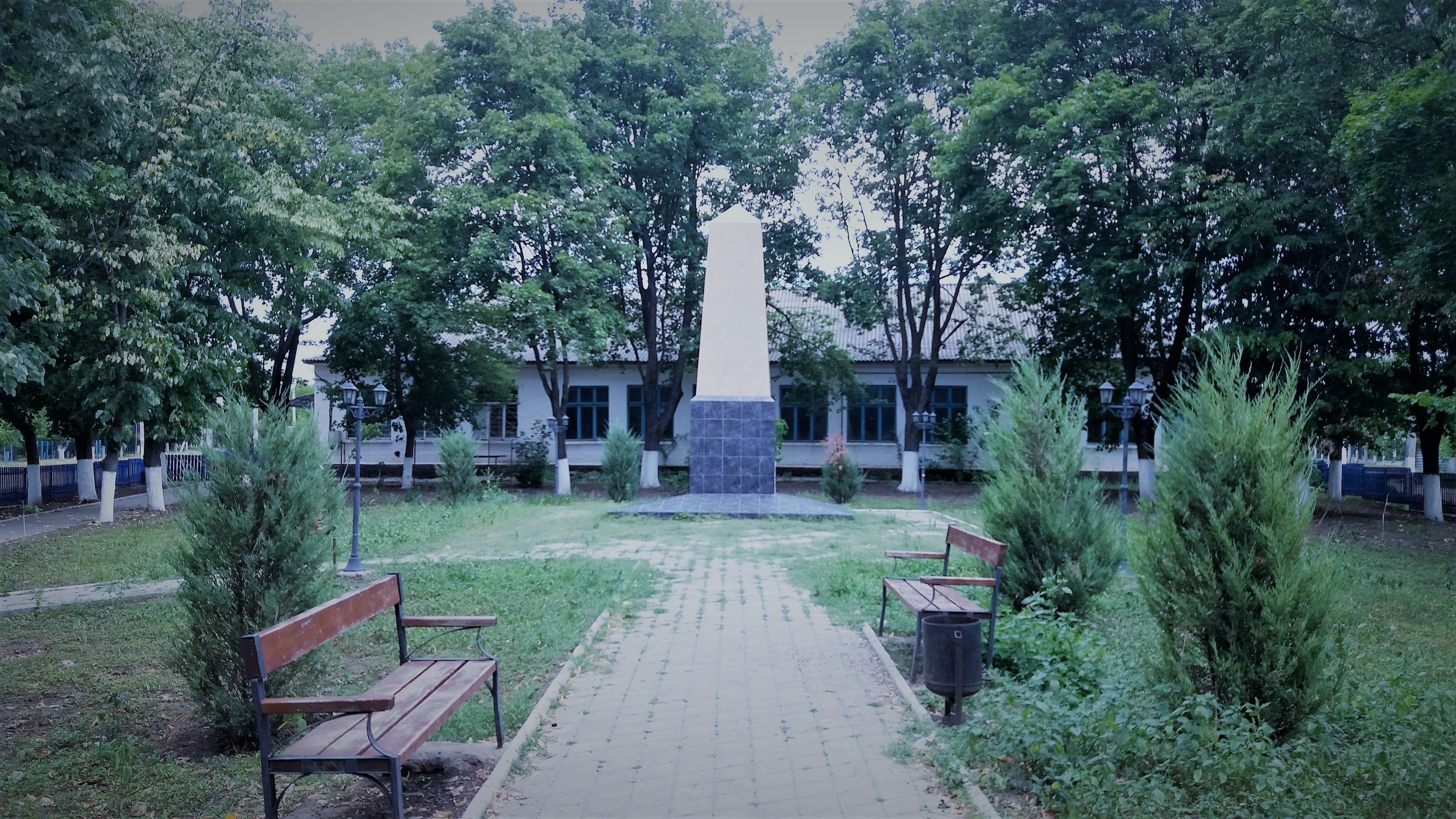
Monument în memoria combatanților căzuți în al doilea război mondial

### Religia
În Slobozia, marea majoritate a locuitorilor sunt creștini-ortodocși, aproximativ 90%, restul baptiști, atei și alții. Pentru desfășurarea riturilor sunt în exercițiu 3 biserici.
Biserica creștin ortodoxă „[[Sfânta Paraschiva”, din piatră, construită pe locul bisericii cu același nume datată din 1814, care era construită din lemn și cu temelia de piatră, cea din urmă ridicată pe locul altei biserici, menționată pentru prima dată în 1810. Construcția primei biserici baptiste a început în anul 1929. Inaugurarea acestei biserici a avut loc în anul 1932. În perioada anilor '70, datorită influenței si presiunii regimului comunist, biserica s-a divizat și astfel s-a format a doua biserică baptistă din localitate. Cea de-a doua biserică baptistă a fost construită după anul 1990. De la divizare si pană la construcția noului locaș, membrii acestei biserici se adunau in casa oferită de un membru al bisericii. Înaintea acestora ca lăcașe de rugăciuni serveau casele unor enoriași.

### Învățământ
Prima școală este întemeiată în 1861, școala bisericească. A doua școală și aceasta bisericească a fost creată la 1907. În 1930 era o singură școală, laică, organizată în două construcții, una fiind utilizată și-n prezent cealaltă a fost demolată. Clădirea în care se instruiesc elevii în prezent este cu trei etaje și anexe: atelier, sală festivă, sală sportivă, bucătărie și altele.
În anul de studiu 2006-2007 erau înmatriculați 695 elevi, instruiți de 55 profesori. În perioada anilor 1956-1965 se ofereau studii medii, opt clase; din 1965 studii complete; din 2005 școala activează ca liceul teoretic „Alexandru cel Bun”.